# Опасна љубав
Опасна љубав (тур. Samanyolu) турска је телевизијска серија, снимана 2009. и 2010.
У Србији је 2016. приказивана на телевизији Пинк.

## Синопсис
Прича прати Зулал и Неџата, двоје тинејџера заљубљених једно у друго. Сматрајући да су рођаци, љубав коју осећају једно према другом потискују у себе. Једног снежног дана, Неџат пољуби Зулал, која га ошамари јер сматра да је то недолично. Повређен и немоћан, Неџат одлучује да оде из Истанбула на наговор служавке Евсет, Зулалине праве мајке. 
Годинама касније, Неџатов отац је на самрти и зове сина да га последњи пут види. Иако љут на оца јер га је на наговор своје жене, Неџатове маћехе Белкис, избацио из куће и одвео га да живи код сестре Фериде, Неџатове тетке, Неџат ипак одлучује да види оца.
У бојазни да не би заједно са ћерком Нукет извисила за наследство, Белкис убија супруга тако што му укључи климу и тако наштети његовим плућима. Међутим, Фахри на време оставља сину део наследства и одређено место у компанији Екинџи.
Након очеве смрти, Неџат одлучује да оде из Истанбула и све остави, али Фериде одлучује да му све призна и задржи га. Тако ће се Неџат наћи између две ватре - да ли да призна Зулал да нису рођаци и да једно другом дају шансу за љубав, или да сачува тајну и испуни обећање дато тетки да никоме неће рећи истину.
Ствари се додатно закомпликују када Намик, Неџатов пријатељ, почне везу са Зулал, а Еда, Намикова сестра, жели нешто више од пријатељства са Неџатом.....

## Улоге
| Глумац:          | Улога:        |
| ---------------- | ------------- |
| Озџан Дениз      | Неџат Екинџи  |
| Вилдан Атасевер  | Зулал Екинџи  |
| Хатиџе Аслан     | Белкис Екинџи |
| Несрин Џаваздаде | Мелек         |
| Кенан Еџе        | Намик Андач   |
| Зејнеп Оздер     | Еда Андач     |
| Ајча Бингол      | Евсет         |
| Риза Акин        | Халил         |
| Фатош Силан      | Жале          |
| Хулија Дарџан    | Фериде Екинџи |
| Киванч Касабали  | Али           |
| Мелике Емироглу  | Нукет Екинџи  |